# Танака Одо
Танака Одо (яп. 田中王堂, たなかおうどう; 1867–1932) — японский философ, литературный критик.
Родился в Сайтаме. Настоящее имя — Ёсикадзу.
Стажировался в США, где изучал философию Джона Дьюи. Первым познакомил японцев с философией прагматизма. Основные произведения — «Философизм», «Я антифилософ» и др.